# Thể Barr

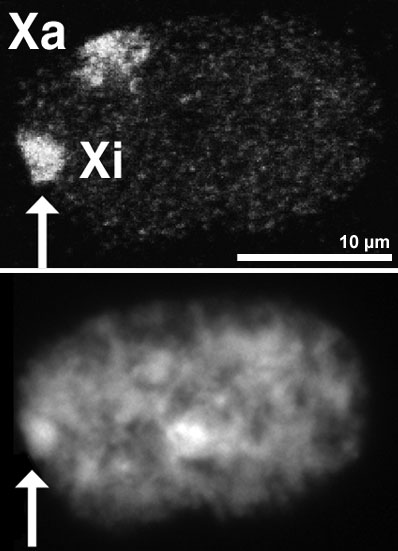
Nhân của một tế bào nước ối người. Trên cùng: Cả hai vùng lãnh thổ nhiễm sắc thể X đều được nhuộm FISH phát hiện. Được hiển thị là một phần quang học duy nhất được thực hiện bằng kính hiển vi đồng tiêu. Dưới cùng: Nhân cùng được nhuộm DAPI và ghi bằng camera CCD. Phần thể Barr được biểu thị bằng mũi tên, nó xác định NST X không hoạt động (Xi)

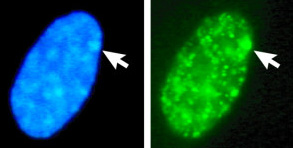
Trái: Nguyên bào sợi của phụ nữ nhuộm DAPI với thể Barr (mũi tên). Phải: nhuộm histone macroH2A1. Mũi tên trỏ đến NST giới tính trong nhân tế bào nhuộm DAPI và đến vị trí NST giới tính tương ứng trong nhuộm macro histoneH2A1.

Thể Barr (được đặt theo tên người phát hiện Murray Barr) là một nhiễm sắc thể X không hoạt động trong tế bào có nhiều nhiễm sắc thể X. Thể Barr bất hoạt nhờ quá trình bất hoạt nhiễm sắc thể X ở các loài xác định giới tính XY (bao gồm cả con người). Giả thuyết Lyon nói rằng trong các tế bào có nhiều nhiễm sắc thể X, chỉ một nhiễm sắc thể hoạt động trong quá trình phát triển phôi của động vật có vú. Điều này xảy ra trong quá trình phát triển phôi sớm một cách ngẫu nhiên ở động vật có vú, ngoại trừ ở thú có túi và ở một số mô ngoài phôi của một số động vật có vú có nhau thai, trong đó nhiễm sắc thể X từ tinh trùng luôn bị ngừng hoạt động.
Nhiễm sắc thể X không hoạt động (ký hiệu Xi) có thể được nhìn thấy trong nhân tế bào giữa các kỳ phân bào như một khối nhỏ nhuộm sẫm màu tiếp xúc với màng nhân được gọi là thể Barr hoặc thể nhiễm sắc X.
Ở người có nhiều hơn một nhiễm sắc thể X, số thể Barr có thể nhìn thấy ở kỳ trung gian luôn ít hơn tổng số nhiễm sắc thể X. Ví dụ, những người mắc hội chứng Klinefelter (kiểu nhân đồ 47, XXY) có một thể Barr duy nhất và những người có một kiểu nhân đồ 47, XXX có hai thể Barr. Thể Barr có thể được nhìn thấy trong nhân của bạch cầu hạt trung tính, ở vành của nhân trong tế bào sinh dưỡng của giới cái ở kỳ trung gian.

## Cơ chế hình thành
Cơ thể có hai nhiễm sắc thể X (chẳng hạn như hầu hết người nữ) chỉ có một thể Barr trong mỗi tế bào soma, trong khi cơ thể có một nhiễm sắc thể X (chẳng hạn như hầu hết người nam) thì không có thể này.
Sự bất hoạt nhiễm sắc thể X của động vật có vú được bắt đầu từ trung tâm bất hoạt X hoặc Xic, thường được tìm thấy gần tâm động. Trung tâm này chứa 12 gen, 7 trong số đó mã cho protein, 5 gen quy định RNA không mã hóa protein, trong 5 gen đó chỉ có 2 gen được biết là đóng một vai trò tích cực trong quá trình bất hoạt X có tên là Xist và Tsix. Xist chỉ biểu hiện trong điều kiện tế bào có từ 2 nhiễm sắc thể X trở lên và thường biểu hiện ở cơ thể cái. Do đó, vùng Xic có vai trò quan trọng trong việc đếm nhiễm sắc thể: đảm bảo rằng sự bất hoạt ngẫu nhiên chỉ diễn ra khi có hai hoặc nhiều nhiễm sắc thể X. Việc cung cấp thêm một Xic nhân tạo trong quá trình hình thành phôi sớm có thể gây ra sự bất hoạt của X đơn lẻ có trong tế bào đực.
Hoạt động và vai trò của Xist và Tsix là đối lập nhau. Trên nhiễm sắc thể X sẽ bất hoạt trong tương lai (Xi) thì Tsix không biểu hiện, dẫn đến sự gia tăng hoạt động của Xist. Ngược lại, nếu sự hoạt động của Tsix trên nhiễm sắc thể X được duy trì thì hoạt động của Xist vẫn ở mức thấp. Khi gen Xist hoạt động, nó mã hóa cho một RNA 17 kb có khả năng liên kết với một số phức hệ protein có khả năng "bọc áo" chính nhiễm sắc thể X chứa Xist, khiến Xi co cụm lại thành thể Barr và ổn định ở trạng thái bất hoạt. Còn gen Tsix biểu hiện trên nhiễm sắc thể X còn lại, gen này cũng quy định cho một RNA không mã hóa khác (40 kp) được phiên mã ngược lại trên DNA và phủ lên gen Xist, có thể nói trình tự của gen Tsix là bổ sung một phần với gen Xist. Sự phối hợp hoạt động của Xist và Tsix tạo thành cơ chế lựa chọn và cho phép các quá trình tự nhiên thiết lập trạng thái của thể Barr. Những thay đổi này bao gồm các sửa đổi histone, chẳng hạn như sự methyl hóa histone H3 (ví dụ H3K27me3 bởi phức hệ PRC2 liên kết với RNA Xist) và histone H2A ubiquitination, cũng như sửa đổi trực tiếp của DNA của chính tế bào bằng cách methyl hóa vùng CpG. Những thay đổi này giúp bất hoạt sự biểu hiện gen trên Xi và xúc tác sự nén chặt của nó để hình thành thể Barr.
Ngoài trường hợp bất hoạt ngẫu nhiên, thể Barr có thể hình thành bằng in vết hệ gen. Sự lựa chọn này dường như là cố định và bằng chứng hiện tại cho thấy rằng gen di truyền in vết từ mẹ có thể kiểm soát quá trình này. Các biến thể về tần số Xi đã được báo cáo theo tuổi tác, thời kỳ mang thai, việc sử dụng thuốc tránh thai, sự dao động của chu kỳ kinh nguyệt và khối u.
Sự tái hoạt động của thể Barr cũng có thể xảy ra, và đã được thấy ở bệnh nhân ung thư vú. Một nghiên cứu đã chỉ ra rằng tần suất xuất hiện của thể Barr trong ung thư biểu mô vú thấp hơn đáng kể so với đối chứng khỏe mạnh, cho thấy sự kích hoạt trở lại của các nhiễm sắc thể X đã từng bất hoạt này.